# Zague
José Alves dos Santos, mais conhecido como Zague, (Salvador, 10 de agosto de 1934 — São Paulo, 19 de janeiro de 2021), foi um futebolista brasileiro que atuou como centroavante.
O apelido de Zague, diz que foi dado por sua tia, já que ele gostava de correr em zigue-zague pelas praias de Salvador.
É pai do ex-futebolista Zaguinho, que disputou a Copa do Mundo de 1994 pela Seleção Mexicana.

## Carreira
Zague iniciou sua trajetória em equipes do futebol amador de Periperi, região localizada entre os bairros de Coutos e Praia Grande, no subúrbio ferroviário, antes de ser encaminhado ao Botafogo Sport Club de Salvador. Sua primeira partida no time principal aconteceu em abril de 1953, diante do Vitória. Em meados de julho de 1956, foi o grande destaque do Botafogo no amistoso disputado contra o Corinthians em Salvador e no fim do mês de outubro, seu passe foi negociado com o clube paulista.
Chegou ao Corinthians em 1956 e no Timão estreou com o pé direito, a marcar duas vezes contra o Santos na goleada de 4–0 na Vila Belmiro, em jogo válido pelo Campeonato Paulista de 1956. Artilheiro nato, Zague marcou 127 gols em 242 jogos com a camisa alvinegra, onde ficou até junho de 1961.
Depois de defender o Corinthians, se transferiu para o Santos. No Peixe, atuou somente no ano de 1961, em apenas 4 jogos anotando 1 gol e foi campeão paulista daquele ano.
Em 1961, foi contratado pelo América, onde estreou em 19 de novembro de 1961 contra o Toluca. Zague marcou o segundo gol na inauguração do Estádio Azteca no empate de dois gols contra o Torino da Itália.
Permaneceu no clube por oito anos, onde conquistou a Primera División de 1965–66 e duas copas nacionais em 1963 e 1964. Ao todo, marcou 106 gols pelo América. No país, Zague se tornou ídolo e ficou conhecido como “Lobo Solitário”.
Em 2016, ano em que o Club América comemorou seu primeiro centenário, Zague foi reconhecido pelos torcedores como um dos artilheiros históricos do time e foi até descrito como “um atacante lendário”.

### Títulos
Santos
- Campeonato Paulista: 1961

América-MEX
- Copa México: 1963–64, 1964–65
- Primera División de México: 1965–66

## Morte
Morreu em 19 de janeiro de 2021, aos 86 anos. O ex-atleta lutava há tempos contra o mal de Alzheimer e estava internado em uma clínica da capital paulista.